# Katarische Eishockeynationalmannschaft
| Katarische Eishockeynationalmannschaft                                | Katarische Eishockeynationalmannschaft |
| --------------------------------------------------------------------- | -------------------------------------- |
| Verband:                                                              | Katarischer Eishockeyverband           |
| Erstes Länderspiel:                                                   |                                        |
| Katar 1:2 Oman 28. Februar 2014 in Doha, Katar                        |                                        |
| Höchster Sieg:                                                        |                                        |
| Katar 7:2 Oman 12. Juni 2014 in Kuwait, Kuwait                        |                                        |
| Höchste Niederlage:                                                   |                                        |
| Katar 1:7 Vereinigte Arabische Emirate 6. Juni 2014 in Kuwait, Kuwait |                                        |
| Medaillengewinne Herren:                                              |                                        |
| WM:                                                                   | keine                                  |
| Olympia:                                                              | keine                                  |

Die katarische Eishockeynationalmannschaft der Herren gehört zum katarischen Eishockeyverband.

## Geschichte
Katar ist seit dem 18. Mai 2012 Mitglied des internationalen Verbands IIHF. Die katarische Eishockeynationalmannschaft trat erstmals im Februar 2014 beim heimischen Wüstenpokal in Doha an. Im April 2014 nahm die Mannschaft am Golf-Cup teil, wo sie erstmals ein Spiel gewann und das Turnier auf Platz 3 von vier Mannschaften abschloss. Die geplante Teilnahme am IIHF Challenge Cup of Asia 2015 wurde abgesagt. 2016 spielte Katar erneut beim Golf-Cup und belegte den zweiten Platz. Im selben Jahr nahm man zum bisher einzigen Mal am IIHF Challenge Cup of Asia teil. Nach einem Sieg in fünf Spielen belegte man den vierten Platz von fünf Teilnehmern in der Division I. 2017 beteiligte sich die Katarische Eishockeynationalmannschaft an den Winter-Asienspielen in Sapporo. Nach drei Niederlagen in drei Spielen der Division II belegte man in der Endabrechnung den vorletzten Platz der 18 Teilnehmer. 2018 meldete Katar wieder für den IIHF Challenge Cup of Asia, zog die Meldung aber erneut zurück.

## Platzierungen bei internationalen Wettbewerben

### Winter-Asienspiele
- 2017: 17. Platz

### IIHF Challenge Cup of Asia
- 2016: 4. Platz Division I

### Eishockeymeisterschaft des Golfes
- 2014: 3. Platz
- 2016: 2. Platz